# Beli Grič
Beli Grič este o localitate din comuna Mokronog - Trebelno, Slovenia, cu o populație de 51 de locuitori.